# Moorabool Shire
Koordinaten: 37° 36′ S, 144° 15′ O

Moorabool Shire ist ein lokales Verwaltungsgebiet (LGA) im australischen Bundesstaat Victoria. Das Gebiet ist 2110,6 km² groß und hat etwa 32.000 Einwohner.
Moorabool liegt im Zentrum Victorias und grenzt im Osten an die Hauptstadt Melbourne. Das Gebiet schließt folgende Ortschaften ein: Barkstead, Leigh Creek, Pootilla, Bungaree, Millbrook, Yendon, Clarendon, Beremboke, Spargo Creek, Blackwood, Gordon, Greendale, Mount Egerton, Ballan, Ingliston, Bungal, Mount Wallace, Darley, Bacchus Marsh, Maddingley und Rowsley. Der Sitz des City Councils befindet sich in der etwa 2300 Einwohner zählenden Stadt Ballan im Zentrum der LGA. Größte Stadt des Shires ist Bacchus Marsh im Osten mit etwa 17.000 Einwohnern.
Das Gebiet gehört zu den ersten Siedlungsgebieten der Schafzüchter in Victoria nach der Gründung der Kolonie in der Port Phillip Bay. Um 1836/38 breiteten sich die ersten Schafherden den Moorabool River entlang aus. In den 1850er Jahren führte dann der Goldrausch zum Zuzug von Siedlern, zumal das Shire zwischen Melbourne und den Goldfeldern von Ballarat liegt.
Danach bis heute ist Moorabool vor allem eine Landwirtschaftsregion. Jedoch sind etwa 40 % der Arbeitnehmer des Shires in der benachbarten Millionenstadt Melbourne beschäftigt.

## Verwaltung
Der Moorabool Shire Council hat sieben Mitglieder, die von den Bewohnern der vier Wards gewählt werden. Von diesen vier Bezirken stellen Bungal, West Moorabool und Woodlands je einen, East Moorabool vier Councillor. Aus dem Kreis der Councillor rekrutiert sich auch der Mayor (Bürgermeister) des Councils.

## Persönlichkeiten
- Bruno Adams (1963–2009), Sänger, Songwriter und Musiker